# Matilde Palazzesi
Matilde Palazzesi (Montecarotto, Itàlia, 1 de març de 1802 - Barcelona, Catalunya, 3 de juliol de 1842) fou una cantant d'òpera italiana.
Fou deixeble de Pietro Romani a Florència, passant més tard a Nàpols per acabar allà la seva educació musical. A divuit anys debutà amb èxit en el teatre, sent molt aplaudida a Nàpols, Milà, Florència i en altres ciutats d'Itàlia. Recollí també molts elogis i èxits a Alemanya i Espanya, i les seves òperes favorites foren Semiramide, L'Esule di Roma, Norma, Elisabetta, Il conte d'Essex, etc.
Va morir a Barcelona el 3 de juliol de 1842, on havia estat cantant aquella temporada al Teatre de la Santa Creu fins que l'embaràs la va obligar a abandonar la companyia, després de parir una filla.